# ドローレス・ビダル
ドローレス・ビダル（Dolores Vidal、1977年3月11日 - ）は、メキシコの男性プロボクサー。タバスコ州出身。ドローレス・オソリオ (Dolores Osorio) とも。日本ボクシングコミッションの発表によると亀田興毅戦を控えた時点での戦績は29戦21勝 (19KO) 8敗。
2005年10月29日、アレハンドロ・エルナンデスに2RTKO負け。2008年8月29日、イサック・ブストス（メキシコ）に0-3の8R判定負け。2009年には初めて日本に遠征し、3月4日に行われたさいたまスーパーアリーナでの10回戦でWBCフライ級20位として亀田興毅と戦ったが、2RKO負けをした。